# Mats Lindell

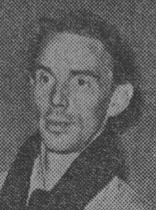
Mats Lindell

Mats Gunnar Lindell, född 22 september 1918 i Matteus församling, Stockholm, död 20 januari 1997 i Oscars församling, Stockholm, var en svensk arkitekt.
Lindell, som var son till folkskollärare Hugo Lindell och Anna Wikström, avlade studentexamen 1937 och utexaminerades från Kungliga Tekniska högskolan 1958. Han anställdes hos Lantbruksförbundets byggnadsförening 1946, på Ancker-Gate-Lindegren arkitektkontor 1947, Helge Zimdals arkitektkontor AB 1950, vid Lantbruksstyrelsen 1953, hos professor Hans Brunnberg 1959 och vid Byggnadsstyrelsen från 1966.